# NGC 2770
NGC 2770 ist eine Spiralgalaxie vom Typ Sc und liegt im Sternbild Luchs, die schätzungsweise 85 Millionen Lichtjahre von der Milchstraße entfernt ist. Westlich von NGC 2770 liegt das Galaxienpaar NGC 2770A (ÜGC 82318) mit einer visuellen Helligkeit von 15,2 mag.
Das Objekt wurde am 17. März 1790 von dem deutsch-britischen Astronomen William Herschel mit einem 48-cm-Teleskop entdeckt.
Am 9. Januar 2008 beobachtete Satellit Swift in NGC 2770 durch Zufall (er beobachtete gerade die Reste der Supernova SN 2007uy, welche am 31. Dezember 2007 von Yoji Hirose in der Galaxie entdeckt wurde) die gerade neu entstehende Supernovaexplosion SN 2008D. Er verzeichnete dabei einen fünfminütigen Ausbruch von Röntgenstrahlung mit einer Gesamtenergie von 1039 Joule, was etwa einem Hunderttausendstel der Explosionsenergie einer Supernova entspricht. Durch diese Entdeckung war es möglich die Supernova in ihrer Entwicklung zu beobachten und die Supernovatheorien zu überprüfen. In NGC 2770 wurde auch die Supernova SN 1999eh beobachtet.

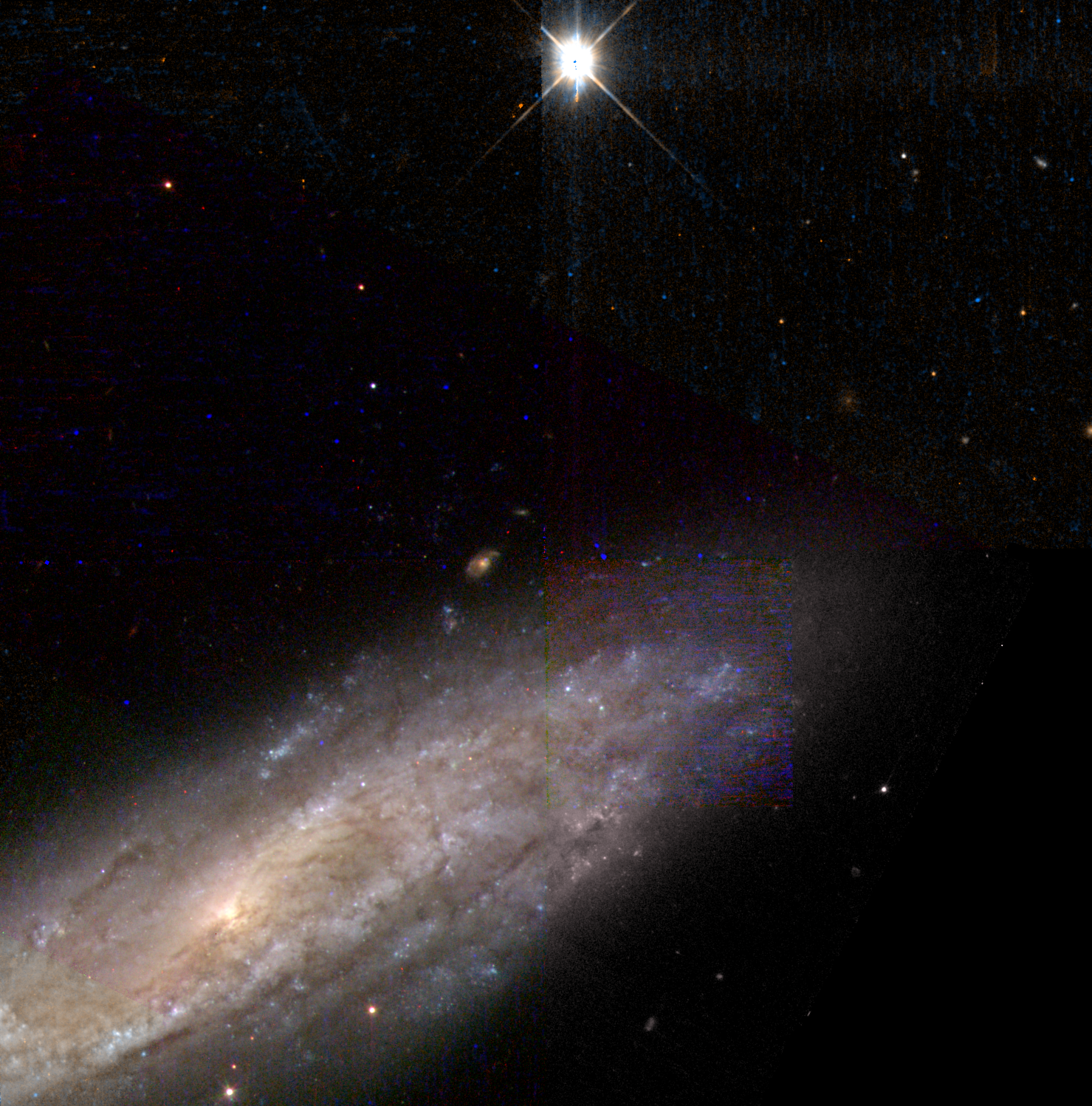
Aufnahmen von NGC 2770 mithilfe des Hubble-Weltraumteleskops zur Untersuchung der Supernova SN 2008D
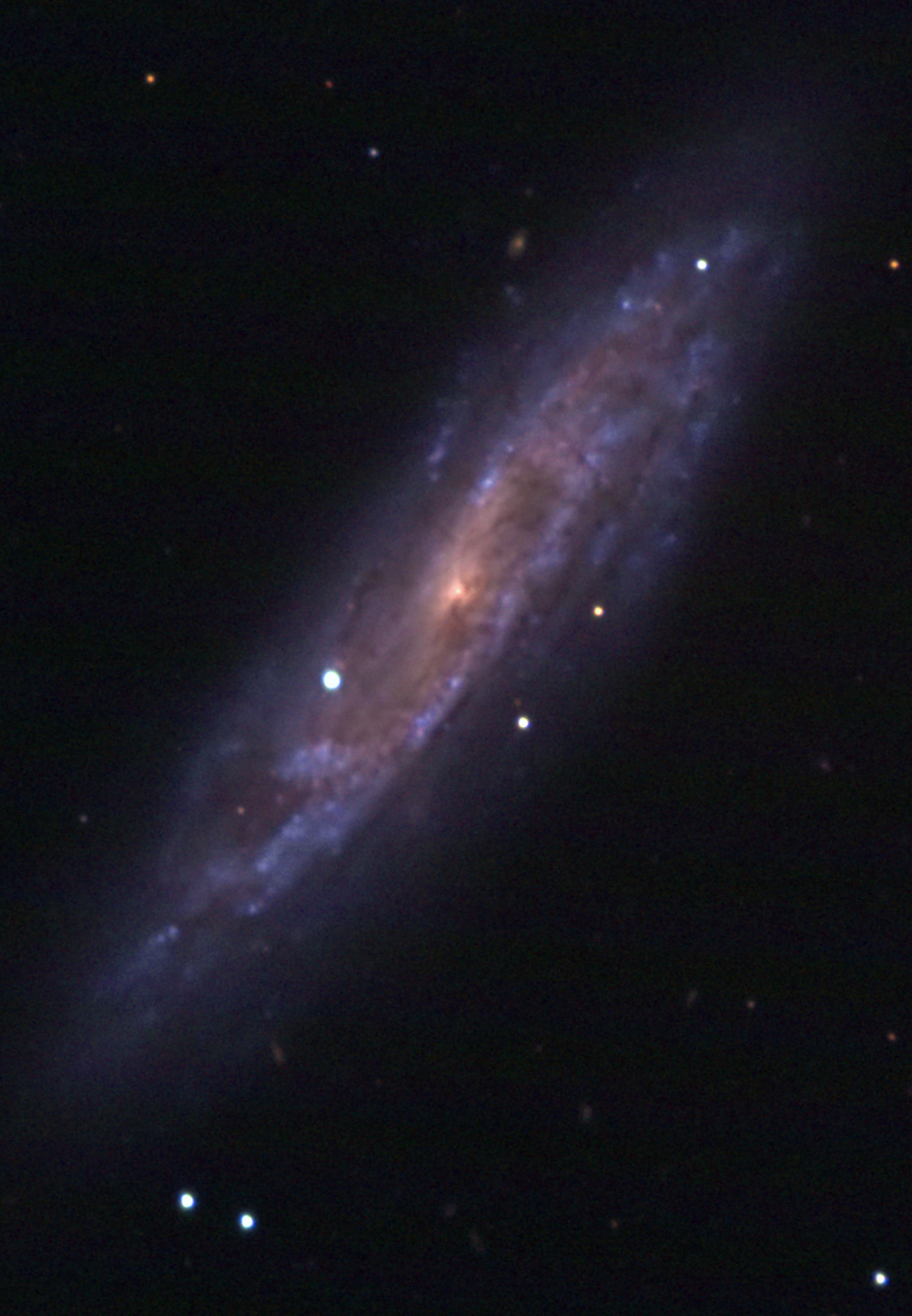
Aufnahme von NGC 2770 mit den Supernovae SN 2007uy und SN 2008D, durchgeführt im European Southern Observatory